# 2005 في المجر
فيما يلي قوائم الأحداث التي وقعت خلال عام 2005 في المجر.

## سياسة

### انتهاء فترة المنصب
- 5 أغسطس – فيرينك مادل رئيس المجر.

## رياضة
- 31 يوليو – جائزة المجر الكبرى 2005 الفائز كيمي رايكونن.

## وفيات

### يناير
- 19 يناير – أنيتا كولكسار (مواليد 1976) لاعبة كرة يد مجرية.

### أبريل
- 17 أبريل – إستفان إلكو (مواليد 1933) لاعب كرة قدم مجري.

### ديسمبر
- 20 ديسمبر – راؤول بوت (مواليد 1923)
- 23 ديسمبر – لايوس باروتي (مواليد 1914) لاعب كرة قدم مجري.
- 24 ديسمبر – جورج جربنر (مواليد 1919)